# Kerestur
Kerestur (njemački: Deutschkreutz, mađarski: Sopronkeresztúr) je tržni grad u austrijskoj saveznoj državi Gradišće, administrativno pripada Kotaru Gornja Pulja.

## Stanovništvo
Kerestur prema podacima iz 2010. godine ima 3.131 stanovnika. Naselje je 1910. godine imalo 3.333 stanovnika od čega 2.963 Nijemca i 312 Mađara.

## Vanjske poveznice
- Internet stranica naselja